# بیلتون
مومن خان بیلتون مشهور به بیلتون آوازخوان و موسیقیدان اهل افغانستان بود.
بیلتون در منطقهٔ خاک جبار ولایت کابل متولد شد. با این حال، او بیشتر زندگی خود را در ولایت لوگر افغانستان سپری کرد. پدر بیلتون قبل از تولد وی فوت کرده بود و مادرش هنگام جوانی وی فوت کرد. بیلتون در دوران جوانی رباب و تنبور را یاد گرفت. او در سن ۱۵ سالگی به آواز خوانی روی آورد.
بیلتون در سال ۲۰۱۵ (میلادی) در سن ۹۵ سالگی در کابل درگذشت و در بنی حصار کابل به خاک سپرده شد.